# Oued Cheham
Oued Cheham (em árabe: وادى الشحم) é uma cidade e comuna localizada na província de Guelma, Argélia. Segundo o censo de 2008, a população total da cidade era de 14 043 habitantes.